# Перхина (Карелия)
Перхина — деревня в составе Шуньгского сельского поселения Медвежьегорского района Республики Карелия.

## Общие сведения
Расположена на восточном берегу озера Путкозеро.

## Население
| 2002 | 2010 | 2013 |
| ---- | ---- | ---- |
| 7    | ↘5   | ↘3   |